# Eva-Maria Hepp
Eva-Maria Hepp (* 20. Jahrhundert in Freiburg im Breisgau) ist eine deutsche Notarin und seit 2003 Richterin am Bayerischen Verfassungsgerichtshof.

## Leben und Ausbildung
Eva-Maria Hepp wuchs in Freiburg im Breisgau auf und studierte Rechtswissenschaften an der Albert-Ludwigs-Universität Freiburg, an der Georg-August-Universität Göttingen und in Singapur. Ihr juristisches Referendariat absolvierte sie in Kempten, München und Neu-Delhi. Hepp promovierte an der Ludwig-Maximilians-Universität München unter der Betreuung von Andreas Heldrich, bei dem sie zuvor als wissenschaftliche Assistentin tätig war. Ihre Dissertation beschäftigte sich mit einer rechtsvergleichenden Untersuchung zum amerikanischen Testiervertrag.

## Berufliche Laufbahn
Nach Abschluss ihres Referendariats war Hepp zunächst als Notarassessorin in Regensburg und München tätig. Von 1996 bis 2003 leitete sie die Notarkasse in München als Geschäftsführerin. Im Jahr 2003 wurde sie zur Notarin in München bestellt, ein Amt, das sie bis heute ausübt.
Im selben Jahr wurde sie auf Vorschlag der CSU-Fraktion als nichtberufsrichterliches Mitglied am Bayerischen Verfassungsgerichtshof durch den Bayerischen Landtag gewählt. Sie wurde in jeder Legislaturperiode wiedergewählt, zuletzt im Januar 2024 mit einer Amtszeit bis 2028.
Seit 2010 bekleidet sie zudem das Amt der Ersten Stellvertreterin der Präsidentin Helene Ludewig der Bayerisch-Pfälzischen Notarkasse.

## Publikationen
- Der amerikanische Testiervertrag - contract to make a will - aus der Sicht des deutschen Rechts (Dissertation). In: Rechtswissenschaftliche Forschung und Entwicklung. Band 299. VVF, München 1991, ISBN 978-3-88259-829-2.